# Ловозерська тундра
Ловозерська тундра — гірський масив, розташований в центрі Кольського півострова, Мурманської області Росії, між Ловозером і Умбозером. Схили покриті переважно ялиною і сосною. Найвищий пункт — гора Ангвундасчорр (1 120 м.).

## Топоніми Ловозерської тундри

### Поселення
- Ільма
- Пунча
- Мотка

### Озера
- Умбозеро(інші мови)
- Сейдозеро(інші мови)
- Сенгис'явр
- Райявр(інші мови)
- Мотка-Губа

### Річки
- Ільмайок
- Ельморайок
- Сейдйок
- Куфтуай
- Киткуай
- Уелькуай
- Сигсуай
- Тавайок
- Муруай
- Чивруай
- Куансуай
- Іидичйок
- Вавнйок
- Коклухтиуай

### Гори
- Аллуайв
- Ангвундасчорр
- Сенгисчорр
- Маннепахк
- Ельморайок
- Куфтуай
- Чивруай-Ладв
- Страшемпахк
- Енгпор
- Суолуайв
- Пункаруайв
- Нинчурт
- Карнасурта
- Куйвчорр
- Куамдеспахк
- Вавпбед